# 野黑麦
野黑麦（学名：Secale sylvestre）为禾本科黑麦属下的一个种。

## 扩展阅读
- 維基物種上的相關：野黑麦